# توم فينل
توم فينل (بالإنجليزية: Tom Fennell)‏ هو محامي أمريكي، ولد في 25 مايو 1875 في جيرسي سيتي في الولايات المتحدة، وتوفي في 4 نوفمبر 1936.